# Kevin Corrigan
Kevin Fitzgerald Corrigan (Nueva York, 27 de marzo de 1969) es un actor estadounidense de cine y televisión. Es más reconocido por sus papeles en televisión y cine independiente.

## Vida y carrera
Corrigan nació en El Bronx, Nueva York. Su padre era de ascendencia irlandesa y su madre era portorriqueña. Después de estudiar en The Actors Studio, Corrigan trabajó en su primera película, Lost Angels, en el año 1989, junto a Donald Sutherland y Adam Horovitz. Tuvo un pequeño papel en Goodfellas como el hermano de Henry Hill (Ray Liotta). 
Después de aparecer en Billy Bathgate, enfocó su atención en las películas independientes, trabajando en Zebrahead (1992). Durante el auge del cine independiente en la década de 1990, Corrigan conformó su carrera como actor interpretando personajes estrafalarios y poco convencionales en películas como True Romance, Living in Oblivion, Trees Lounge y Walking and Talking. También tuvo una corta participación en Dos policías rebeldes, una superproducción dirigida por Michael Bay. 
Su debut en televisión fue como miembro del reparto de la sitcom Pearl, de Rhea Perlman. Además, en 1993 apareció en el video musical de "Get Me", de la banda Dinosaur Jr.
Corrigan ganó popularidad por su papel del vago Eddie Finnerty en la serie de comedia Grounded for Life, que duró cinco temporadas, de 2001 a 2005. Después de la cancelación del programa, volvió a aparecer en pequeños proyectos, a excepción de The Departed, de Martin Scorsese, en la que hizo el papel del primo del personaje de Leonardo DiCaprio. Desde el éxito de esa película, comenzó a aparecer en películas de mayor perfil. Interpretó papeles en dos películas producidas por Judd Apatow; en Superbad es el violento dueño de la casa donde los personajes de Jonah Hill y Michael Cera intentan robar alcohol, y en Pineapple Express aparece como uno de los secuaces del antagonista. Además, actuó en American Gangster, de Ridley Scott, interpretando a un informante del personaje de Russell Crowe.
En 2001 se casó con la actriz Elizabeth Berridge, a quien conoció durante la filmación de la película independiente Broke Even. Juntos tienen una hija, Sadie Rose Corrigan.

## Filmografía selecta

### Cine
- Lost Angels (1989)
- Goodfellas (1990)
- The Exorcist III (1990)
- Billy Bathgate (1991)
- Zebrahead (1992)
- True Romance (1993)
- Kiss of Death (1995)
- Bad Boys (1995)
- Living in Oblivion (1995)
- Kicked in the Head (1996) (también guionista)
- Illtown (1996)
- Trees Lounge (1996)
- The Pallbearer (1996)
- Bandwagon (1996)
- Walking and Talking (1996)
- Henry Fool (1997)
- Lulu on the Bridge (1998)
- Slums of Beverly Hills (1998)
- Buffalo '66 (1998)
- Detroit Rock City (1999)
- Coming Soon (1999)
- Chain of Fools (2000)
- Broke Even (2000)
- Steal This Movie (2000)
- Scotland, Pa. (2001)
- When Zachary Beaver Came to Town (2003)
- Wake Up, Ron Burgundy: The Lost Movie (2004)
- Lonesome Jim (2005)
- The Honeymooners (2005)
- The Departed (2006)
- Delirious (2006)
- On the Road with Judas (2007)
- Superbad (2007)
- Nick and Norah's Infinite Playlist (2008)
- American Gangster (2008)
- Pineapple Express (2008)
- Unstoppable (2010)
- The Chaperone (2011)
- The Next Three Days (2011)
- El dictador (2012)
- Seven Psychopaths (2012)
- Life of Crime (2013)
- Wild Canaries (2014)
- Winter's Tale (2014)
- The Missing Girl (2015)
- Meadowland (2015)
- Knight of Cups (2015)
- Results (2015)
- Cymbeline (2015)
- Cliffs of Freedom (2019)
- Phoenix, Oregon (2019)
- Lost Girls (2020)
- The Man in the Woods (2020)
- The King of Staten Island (2020)
- Teenage Badass (2020)
- Scenes from an Empty Church (2021)
- Measure of Revenge (2022)
- Meet Cute (2022)
- Blackout (2023)

### Televisión
- Pearl (1996-1997) (22 episodios)
- Homicide: Life on the Street (1998) (1 episodio)
- Freaks and Geeks (2000) (1 episodio)
- Grounded for Life (2001-2005) (personaje principal; 91 episodios)
- Hack (2003) (1 episodio)
- Sick in the Head (2003) (película para televisión)
- The Black Donnellys (2007) (6 episodios)
- Fringe (2009-2011) (7 episodios)
- Community (2010-2014) (3 episodios)
- The Mob Doctor (2012-2013) (3 episodios)
- The Mentalist (2012-2013) (7 episodios)
- Necessary Roughness (2013) (un episodio)
- Men at Work (2013) (un episodio)
- The Get Down (2016) (6 episodios)
- Dice (2016-2017) (13 episodios)
- Blue Bloods (2017) (2 episodios)
- Ray Donovan (2019-2020) (5 episodios)
- El Padrino de Harlem (2019-2021) (8 episodios)
- La Ley y el Orden: Crimen Organizado (2022) (3 episodios)